# Podocarpus costalis
Podocarpus costalis é uma espécie de conífera da família Podocarpaceae.
Pode ser encontrada nos seguintes países: Filipinas e Taiwan.
Está ameaçada por perda de habitat.